# Białuń (powiat stargardzki)
Białuń (niem. Müggenhall) – wieś w Polsce położona w województwie zachodniopomorskim, w powiecie stargardzkim, w gminie Stara Dąbrowa, położona 3,5 km na północ od Starej Dąbrowy (siedziby gminy) i 14 km na północny wschód od Stargardu (siedziby powiatu), przy drodze ze Starej Dąbrowy do Chlebówka, przy nieczynnej linii Stargardzkiej Kolei Wąskotorowej Przez Białuń przepływa niewielki ciek Sokola.

## Nazwa
Nazwa miejscowości jest tzw. chrztem nazewniczym i ma charakter pseudotopograficzny. Jest przeniesiona z nazwy rośliny białuń (wł. bieluń). Pierwotna niemiecka nazwa Müggenhall, poświadczona po raz pierwszy w formie Muggenhale w 1539, ma charakter topograficzny i jest złożeniem dwóch członów-nazw pospolitych: dniem. Mügge „mucha, komar” i Hall „odgłos, echo”.

## Historia
Wieś założona została w połowie XIII wieku, jako własność biskupów schwerińskich, którą odsprzedano klasztorowi Neuenkamp. Od średniowiecza do 1945 roku wieś zarządzana była przez 10 różnych właścicieli. 
Po II wojnie światowej w zabudowaniach pofolwarcznych rozpoczął działalność PGR.
W latach 1975–1998 miejscowość należała administracyjnie do województwa szczecińskiego.

### Zabytki
We wsi znajduje się zabytkowy kamienno-ceglany gotycki kościół z XV wieku pw. św. Michała Archanioła, zbudowany na planie prostokąta, z drewnianą wieżą dobudowaną na początku XX wieku. Wewnątrz znajduje się dziewiętnastowieczny ołtarz oraz witraże z 1909.
W pobliżu świątyni znajduje się cmentarz przykościelny (obecnie nieczynny), we wschodniej części wsi znajduje się cmentarz poewangelicki, obsadzony szpalerem lip, obecnie zdewastowany.
W miejscu dawnego dworu zbudowano parterowy budynek mieszkalny. W parku podworskim znajduje się granitowa mogiła dawnego właściciela Białunia.